# Mikroregion Hodonínsko
Mikroregion Hodonínsko je svazek obcí dle zákona o obcích v okresu Hodonín, jeho sídlem je Hodonín a jeho cílem je regionální rozvoj. Sdružuje celkem 11 obcí a byl založen v roce 2005.

## Obce sdružené v mikroregionu
- Čejkovice
- Hodonín
- Dubňany
- Prušánky
- Rohatec
- Starý Poddvorov
- Nový Poddvorov
- Josefov
- Dolní Bojanovice
- Ratíškovice
- Mikulčice